# Helmut Lerch
Helmut Lerch (* 16. November 1947) ist ein deutscher Architekt, Maler und emeritierter Hochschullehrer.
Nach seinem Architekturstudium promovierte Lerch zum Dr.-Ing., seit 1983 arbeitet als freier Architekt in Heidelberg und Umgebung. Ab 1994 hatte er zudem einen Lehrstuhl am Fachbereich Architektur der Fachhochschule Heidelberg inne, dem er von 2002 bis 2004 als Dekan vorstand. Seine Kunst konzentriert sich in besonderem Maße auf Reiseskizzen oder kleine Aquarelle, die in einem thematischen Schwerpunkt den ländlichen norditalienischen Raum darstellen. Lerch wohnt mit seiner Ehefrau Annemarie, die als Lehrerin für Pflegeberufe sowie im Deutschen Kinderschutzbund tätig ist, in der Heidelberger Altstadt. Sein Sohn David Christoph Lerch arbeitet als Journalist.